# Exochus albomarginatus
Exochus albomarginatus är en stekelart som beskrevs av Győző Szépligeti 1901.
Exochus albomarginatus ingår i släktet Exochus och familjen brokparasitsteklar. Inga underarter finns listade i Catalogue of Life.